# Josef Šusta (rybníkář)

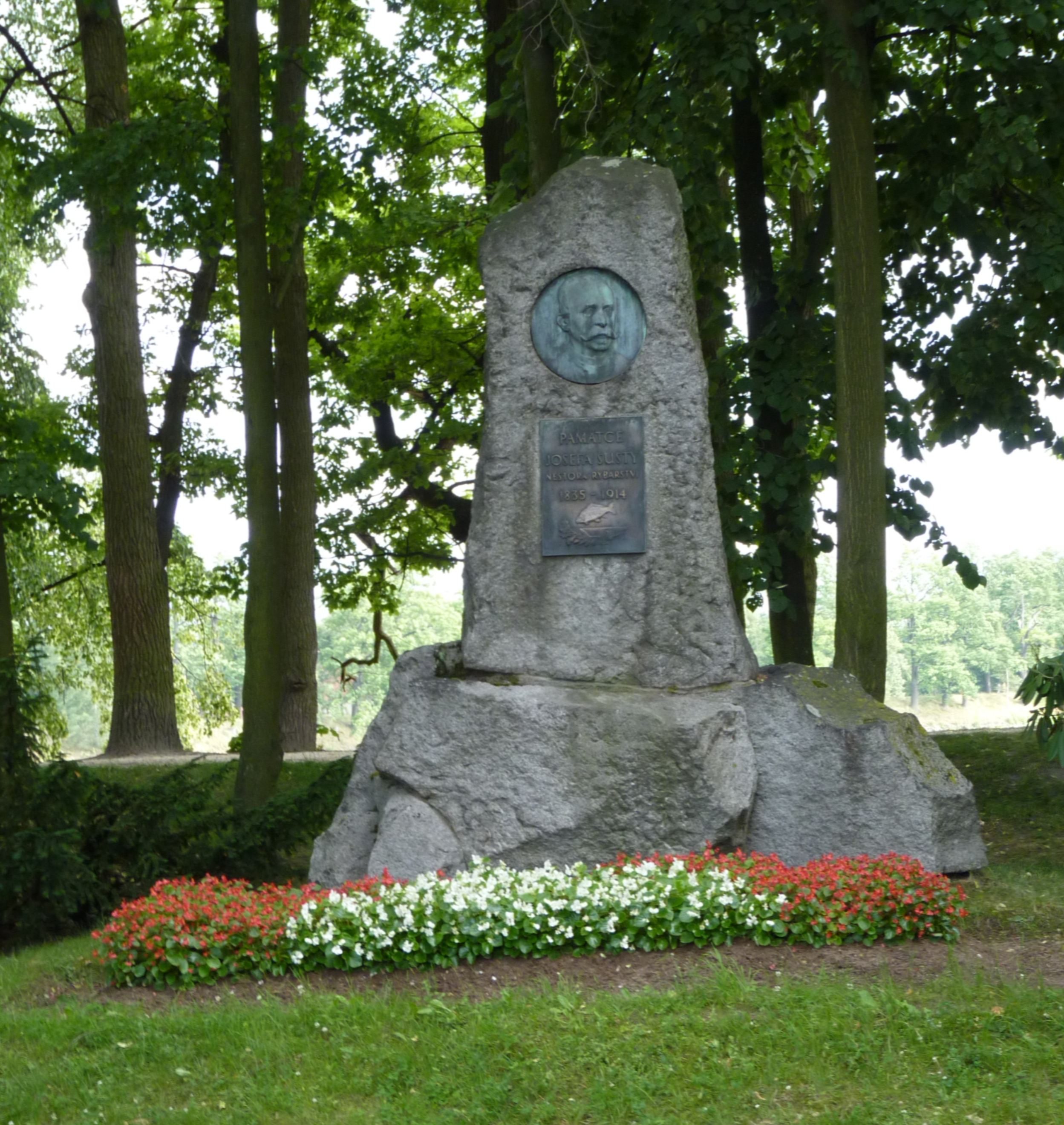
Památník Josefa Šusty v Třeboni

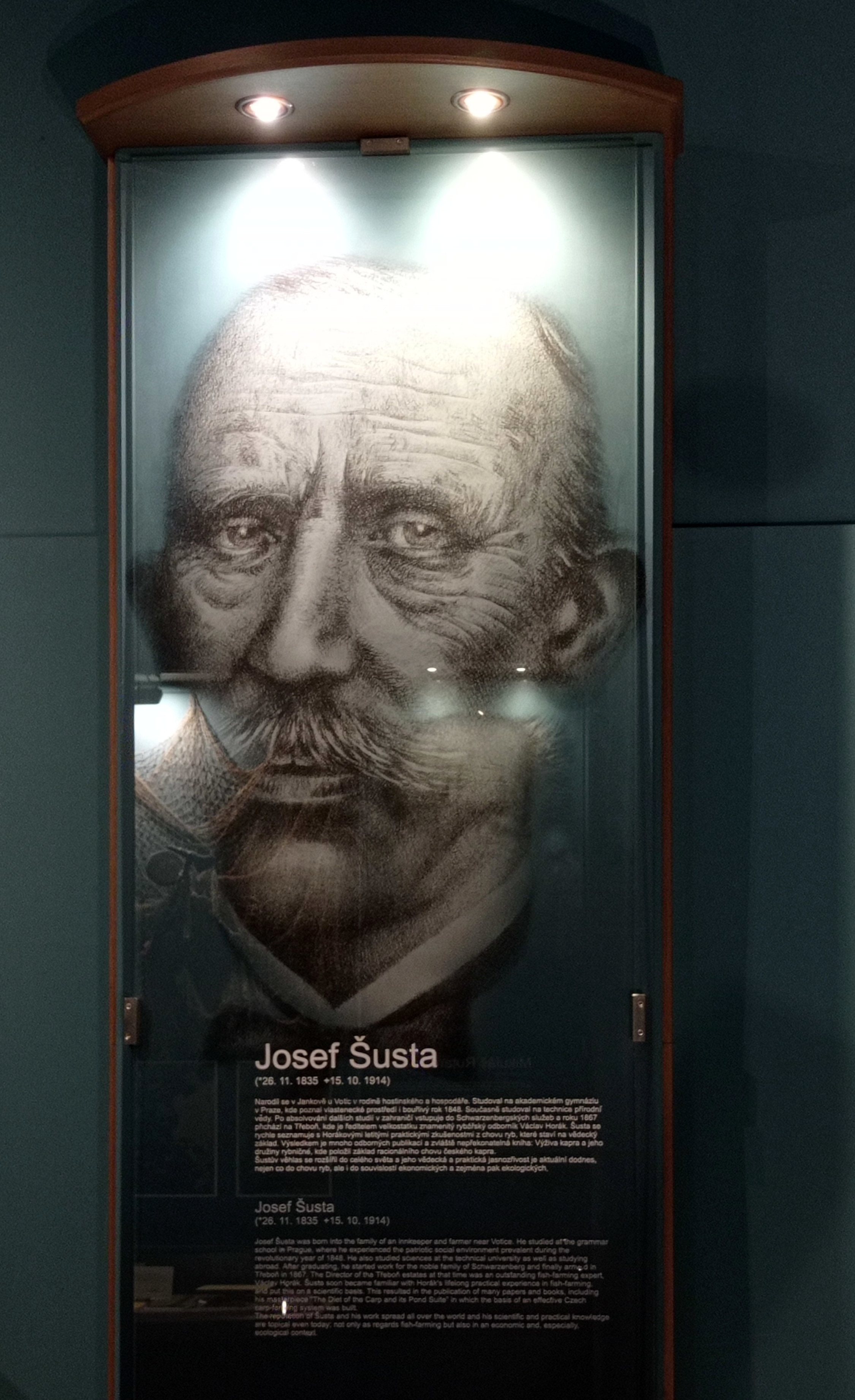
Informační panel v Domu přírody Třeboňska v zámku Třeboň

Josef Šusta (26. listopadu 1835 Jankov – 15. listopadu 1914 Praha) byl ředitel třeboňského panství knížete Jana Adolfa II. ze Schwarzenbergu, zakladatel moderního českého rybníkářství a „otec“ třeboňského kapra (CHZO EU). Jeho syn byl historik Josef Šusta.
Věnoval se především hospodářskému chovu sladkovodních ryb. Ve svém díle spojil teoretické a praktické poznatky oboru, zkoumal především kapra a jeho výživu. Zjistil, že kapr není býložravec, jak se do té doby soudilo, ale všežravec, který se živí drobnými živočichy u dna. Na základě toho se přizpůsobila péče o rybníky, zlepšení životního prostředí ryb a přikrmování. Zasloužil se také o rozvoj chovu candátů a zavedení chovu marény.
Zabýval se také historií rybníkářství. Jeho hluboké teoretické i praktické znalosti posloužily jako základní poznatky hospodářského chovu sladkovodních ryb a jsou dodnes světově uznávané, byť v současnosti jsou některé postupy, jako je např. příliš masivní přihnojování rybníků, považované za kontroverzní. Ukázkou realizace jeho myšlenek je např. Nadějská rybniční soustava, vybudovaná v poslední čtvrtině 19. století.

## Práce
- zásadní změny v chovu ryb
- zpřesňoval obsádky podle výlovku
- zavedl lovení K1, odlovoval K0
- zavedl hnojení, vápnění, přikrmování (lupina, kukuřice, hrách, vikev, masové moučky)
- letnění a zimování rybníků
- zavedl chov candáta (vymyslel výtěrovou metodu v sádkách)
- přivezl nové druhy ryb (síh maréna, pstruh duhový, okounek pstruhový)
- výrazně zvýšil produkci
- zhušťoval obsádky

## Dílo
- Výživa kapra a jeho družiny rybničné (1884).
- Fünf Jahrhunderte der Teichwirtschaft zu Wittingau (Pět století rybničního hospodářství v Třeboni, 1889)
- Hospodářsko-rybářská těžba v rybnících (1868)[6]